# Buxton (Carolina do Norte)
Buxton é um lugar designado pelo censo do condado de Dare no estado estadounidense da Carolina do Norte.

## Lista de marcos
A relação a seguir lista as entradas do Registro Nacional de Lugares Históricos em Buxton. O primeiro marco foi designado em 29 de março de 1978 e o mais recente em 12 de novembro de 2015. Aqueles marcados com ‡ também são um Marco Histórico Nacional.
- Farol do Cabo Hatteras‡
- LIGHT VESSEL 71 (naufrágio)
- U-701 (submarino) naufrágio e restos